# Gastrodia gracilis
Gastrodia gracilis är en orkidéart som beskrevs av Carl Ludwig von Blume. Gastrodia gracilis ingår i släktet Gastrodia och familjen orkidéer. Inga underarter finns listade i Catalogue of Life.